# Can Bartomeu (Barcelona)
Can Bartomeu, també anomenada Torre Bartomeu, és un edifici situat al carrer de la Ràbida i passeig de Sant Francesc, al barri de Pedralbes de Barcelona, catalogat com a Bé Cultural d'Interès Local.

## Història
El 1942, l'enginyer, empresari i mecenes Josep Bartomeu i Granell (1888-1980) va adquirir el xalet i en confià la rehabilitació a l'arquitecte Josep Maria Martino. En morir el va llegar a la Generalitat de Catalunya, amb la condició que sempre es dediqués a la música, Poc després, s'hi va instal·lar el Centre de Documentació Musical de Catalunya, que hi va romandre fins a l'any 2000, quan es va incorporar a la Biblioteca de Catalunya.

### Activitat musical
Entre 1948 i 1959, en vida de Josep Bartomeu, s'hi feien regularment concerts i representacions d'òpera. En una d'elles, l'any 1955, va debutar Montserrat Caballé. La programació era a càrrec del promotor Enric Climent i Viñas. Els concerts a l'estiu tenien lloc al jardí dels tarongers i a l'hivern al saló principal de la casa, de marcat caràcter noucentista, decorat amb murals del pintor sabadellenc Antoni Vila Arrufat.
El 2014, l'associació privada Consell Català de la Música i l'Associació Jardí dels Tarongers recuperaren l'esperit de Bartomeu i engegaren una programació estable de concerts i espectacles musicals per promocionar joves talents, intèrprets i compositors.

## Descripció
Es tracta d'un immoble envoltat de jardins, anomenats Jardí dels Tarongers. Consta d'una planta soterrani amb diverses obertures quadrangulars petites, quasi arran de terra, erigida per a vèncer el desnivell, una planta baixa a l'altura del carrer de la Ràbida, un primer pis i un terrat pla amb una petita edificació.
Per sobre de la planta soterrani hi ha un petit pati amb balustrada de pedra que dona pas a l'accés de l'immoble. A la planta baixa s'hi reprodueixen diferents obertures amb arc de mig punt, tant les finestres com el portal. La primera planta compta amb un seguit d'obertures en la mateixa disposició que a la planta anterior, però amb la diferència que aquí les obertures són quadrangulars, però tampoc estan emmarcades de cap manera. Per sobre, el terrat pla està rodejat perimetralment per una balustrada de pedra i s'hi observa una petita edificació que és el niu d'escala, per accedir a aquest terrat.

### Jardí
El jardí no presenta una decoració massa bigarrada. Compta amb diversos elements com medallons i escultures en terra cuita, així com d'altres elements menors.
Bartomeu volia un jardí una mica assilvestrat, però condicionat pel corrent noucentista i assessorat pels paisatgistes Joan Mirambell i Rubió i Tudurí, es van preservar les espècies existents com l'eucaliptus, l'om que presidia la gran esplanada on es feien els concerts, i els tarongers que van donar nom a la finca. El jardí era molt més gran, s'estenia fins al carrer de Panamà. L'eucaliptus va ser abatut per un llamp el 1953 i Bartomeu va encarregar a Josep Martí Sabé que esculpís la soca. Sobre el pla de l'Om se situa una piscina presidida per l'escultura L'home del peix, de tall clàssic.

## Galeria d'imatges

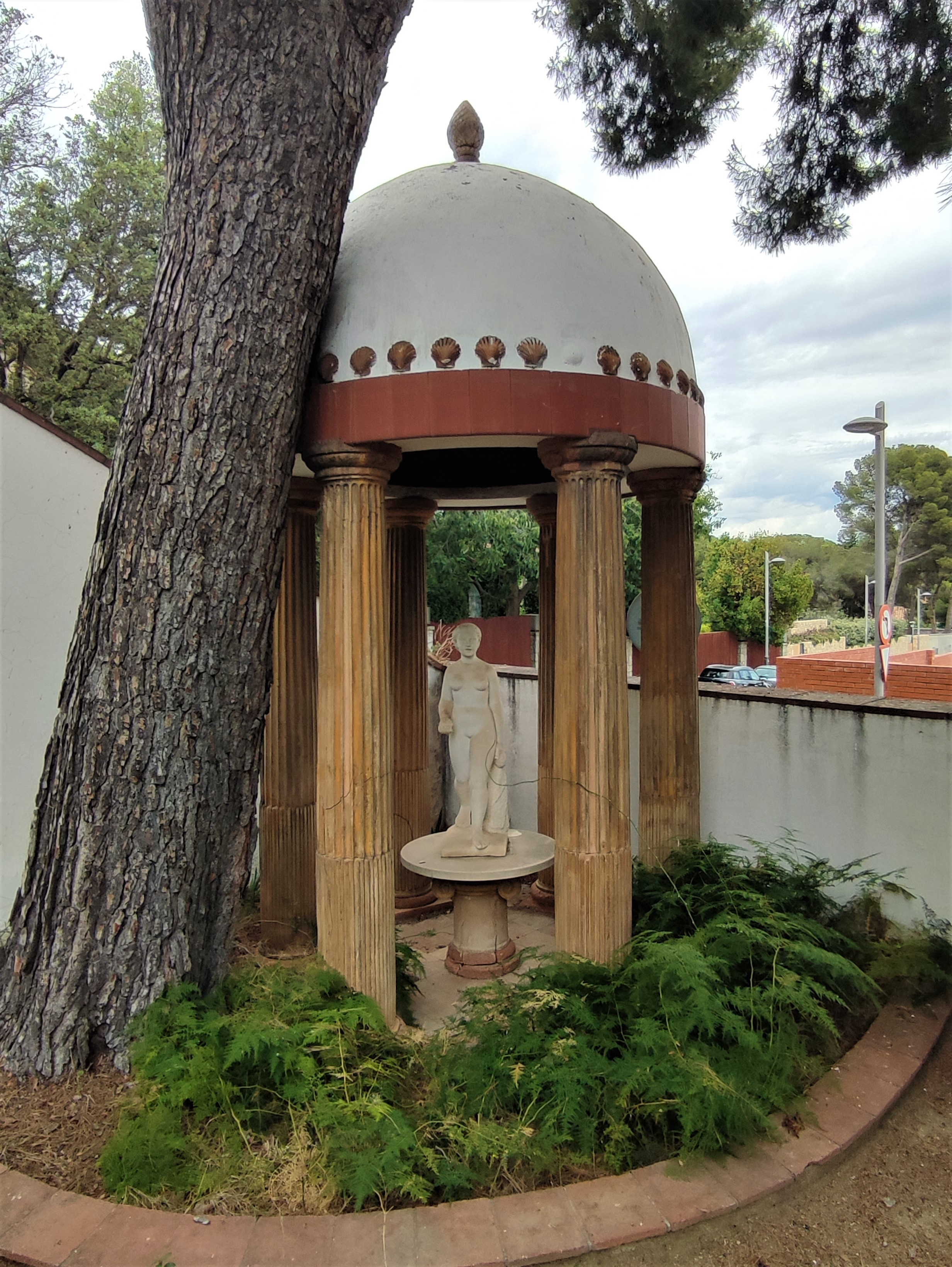
Glorieta al jardí
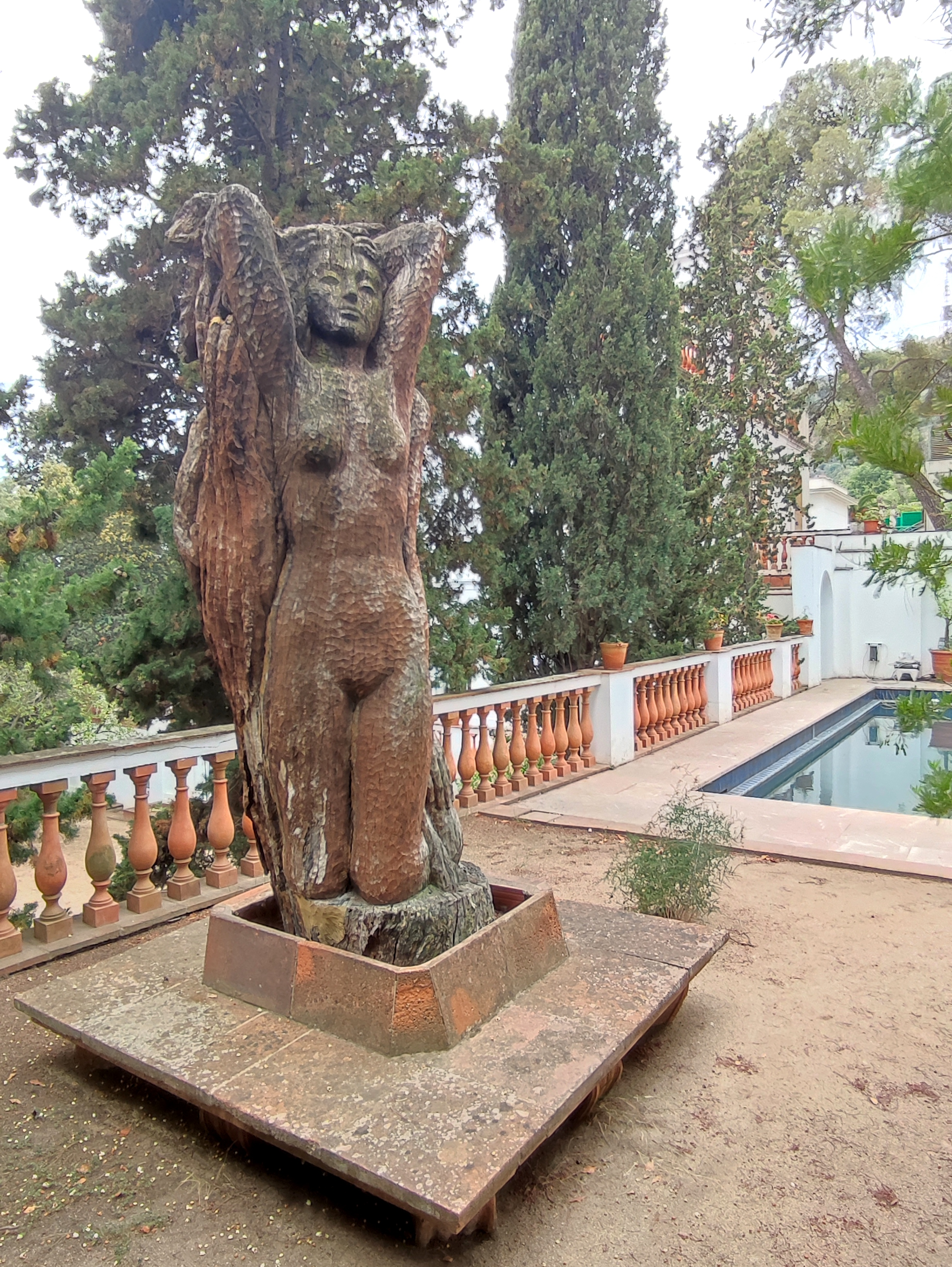
Eucaliptus esculpit
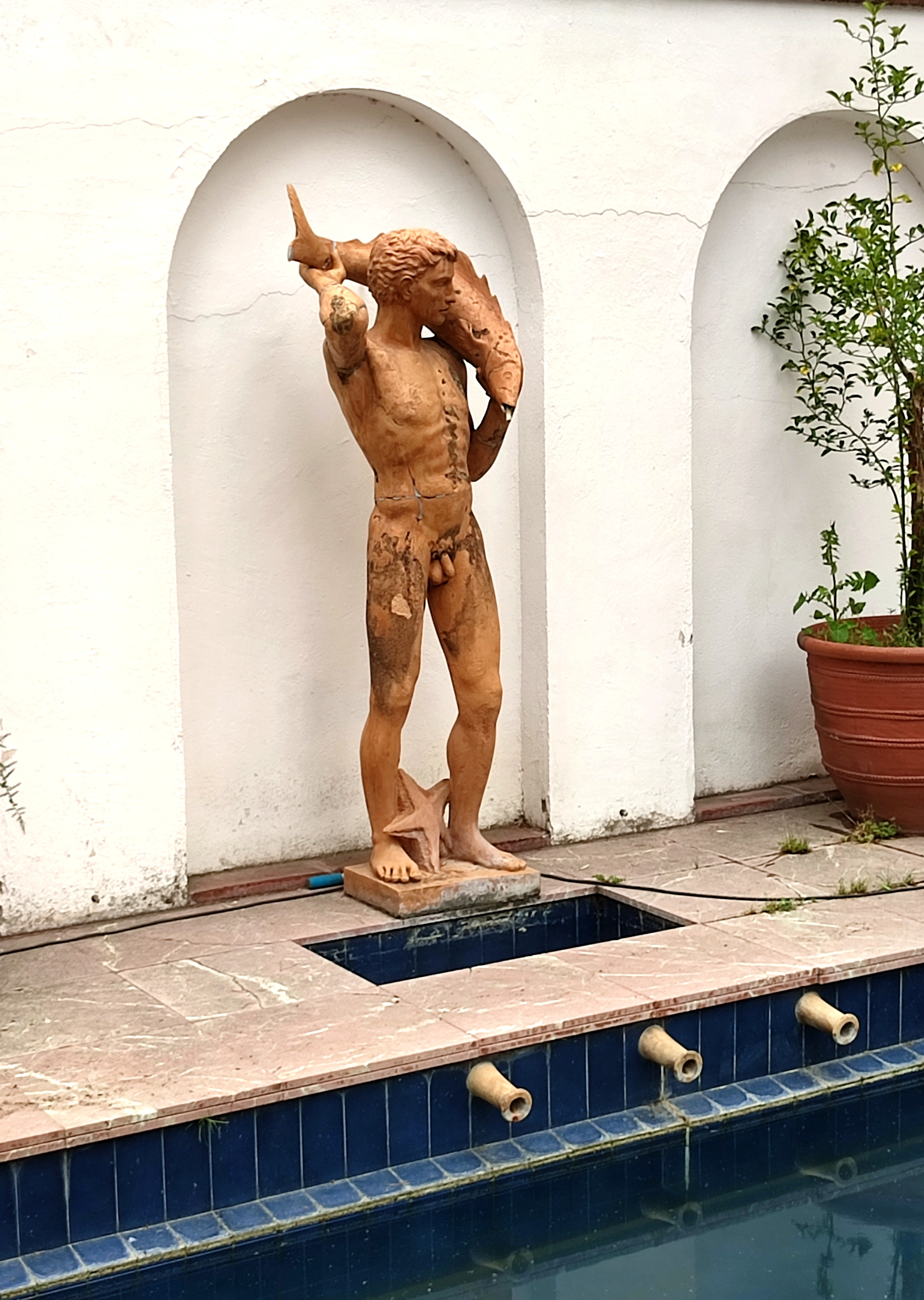
L'home del peix